# Tuberaphis cerina
Tuberaphis cerina är en insektsart. Tuberaphis cerina ingår i släktet Tuberaphis och familjen långrörsbladlöss. Inga underarter finns listade i Catalogue of Life.